# Umarkote
Umarkote è una città dell'India di 24.853 abitanti, situata nel distretto di Nabarangpur, nello stato federato dell'Orissa. In base al numero di abitanti la città rientra nella classe III (da 20.000 a 49.999 persone).

## Geografia fisica
La città è situata a 19° 41' 18 N e 82° 11' 47 E.

## Società

### Evoluzione demografica
Al censimento del 2001 la popolazione di Umarkote assommava a 24.853 persone, delle quali 12.693 maschi e 12.160 femmine. I bambini di età inferiore o uguale ai sei anni assommavano a 3.653, dei quali 1.860 maschi e 1.793 femmine. Infine, coloro che erano in grado di saper almeno leggere e scrivere erano 14.017, dei quali 8.302 maschi e 5.715 femmine.